# Salamandroidea
Salamandroidea — один из трёх современных подотрядов хвостатых земноводных. Содержит наибольшее количество семейств и видов по сравнению с другими подотрядами. Члены подотряда распространены везде за исключением Антарктики, Южной Сахары и Океании. В ископаемом состоянии известны более 150 млн. лет (Beiyanerpeton jianpingensis).

## Классификация
- подотряд: Salamandroidea
  - семейство: амбистомовые (Ambystomatidae Hallowell, 1856)
  - семейство: амфиумовые (Amphiumidae Gray, 1825)
  - семейство: безлёгочные саламандры (Plethodontidae Gray, 1850)
  - семейство: гигантские амбистомы (Dicamptodontidae Tihen, 1958)
  - семейство: саламандровые (настоящие саламандры) (Salamandridae Gray, 1825)
  - семейство: протеи (Proteidae Gray, 1825)

Ископаемые представители:
- род † Qinglongtriton[1]